# Bragadiru
Bragadiru – miasto w Rumunii; w okręgu Ilfov. Liczy 9377 mieszkańców (2009).